# Juan Vicente Chiarino
Juan Vicente Chiarino (Montevideo, 25 de diciembre de 1901 - ídem, 29 de junio de 1989) fue un abogado y político uruguayo perteneciente a la Unión Cívica.

## Biografía
Se graduó como abogado en la Facultad de Derecho de la Universidad de la República del Uruguay. 
Militante del partido católico Unión Cívica, en la década del treinta dirigió el periódico «El Bien Público», difusor de las ideas de dicha colectividad política. Desde 1933 a 1937 fue presidente del Círculo de la Prensa. En 1944 ingresó a la Cámara de Diputados representando a su partido, tras la renuncia a su banca de Dardo Regules. En las elecciones de 1946 obtuvo nuevamente un escaño como diputado. Fue elegido senador en los comicios de 1950, y reelecto en los de 1954, dejando la banca en 1959. En 1962, a instancias de un sector renovador, la Unión Cívica adoptó el nombre de Partido Demócrata Cristiano (PDC); Chiarino se alineó con el grupo más tradicionalista, y en 1965 se alejó junto a otros del nuevo partido y participó en la fundación del Movimiento Cívico Cristiano (MCC), que obtuvo magros resultados electorales. En 1971, junto a otro grupo escindido del PDC, encabezado por Humberto Ciganda, cofundó la Unión Radical Cristiana (URC) que tampoco obtuvo éxito en los comicios de ese año.
Con motivo de las elecciones internas de 1982, Chiarino reapareció en la escena pública. Dos años después, participaría en las conversaciones del Parque Hotel y en el pacto del Club Naval, momentos decisivos en la transición de la dictadura cívico-militar a la democracia.
El gran respeto y prestigio de que gozaba en todos los sectores del ámbito político nacional hicieron que tras el fin de la transición a la democracia en 1985 (en la que tuvo amplia participación) fuera designado por el presidente Julio María Sanguinetti, a pesar de lo avanzado de su edad, como titular del Ministerio de Defensa Nacional; fue acompañado en la subsecretaría por su correligionario José María Robaina Ansó. Desde ese cargo le tocó enfrentar un convulsionado período, en el que se produjeron numerosas denuncias por violaciones a los Derechos Humanos por parte de militares durante la dictadura recién finalizada. Esto generó un clima tenso a nivel de las Fuerzas Armadas, y culminó, luego de una virtual insubordinación del comandante del Ejército, Hugo Medina, frente a las citaciones de militares por la justicia, con la sanción de la Ley de Caducidad de la pretensión punitiva del Estado, en diciembre de 1986, que impidió la continuidad de los procesos judiciales relacionados con este tema. Chiarino dejó su cargo en noviembre de 1987, siendo sustituido precisamente por Medina.